# Yoichi Futori
Yoichi Futori (太 洋一 Futori Yoichi?, nacido el 3 de agosto de 1982 en Chiba) es un exfutbolista japonés. Jugaba de guardameta y su último club fue el Tokyo Verdy de Japón.

## Trayectoria

### Clubes
| Club            | País  | Año         |
| --------------- | ----- | ----------- |
| Roasso Kumamoto | Japón | 2005 - 2008 |
| Gamba Osaka     | Japón | 2009 - 2011 |
| Tokyo Verdy     | Japón | 2012 - 2013 |

## Estadística de carrera

### J. League
| Club            | Año   | J. League | J. League | Copa J. League | Copa J. League | Total | Total |
| Club            | Año   | Part.     | Goles     | Part.          | Goles          | Part. | Goles |
| --------------- | ----- | --------- | --------- | -------------- | -------------- | ----- | ----- |
| Roasso Kumamoto | 2008  | 7         | 0         | -              | -              | 7     | 0     |
| Gamba Osaka     | 2009  | 0         | 0         | 0              | 0              | 0     | 0     |
| Gamba Osaka     | 2010  | 0         | 0         | 0              | 0              | 0     | 0     |
| Gamba Osaka     | 2011  | 0         | 0         | 0              | 0              | 0     | 0     |
| Tokyo Verdy     | 2012  | 0         | 0         | -              | -              | 0     | 0     |
| Tokyo Verdy     | 2013  | 0         | 0         | -              | -              | 0     | 0     |
| Total           | Total | 7         | 0         | 0              | 0              | 7     | 0     |

## Palmarés

### Títulos nacionales
| Título    | Club        | País  | Año  |
| --------- | ----------- | ----- | ---- |
| J1 League | Gamba Osaka | Japón | 2009 |